# Erikson Noguchipinto
Erikson Noguchipinto (ノグチピント・エリキソン Noguchipinto Erikson?, nacido el 27 de enero de 1981 en Río de Janeiro) es un exfutbolista japonés. Jugaba de guardameta y su último club fue el Ayutthaya FC.

## Trayectoria

### Clubes
| Club               | País      | Año         |
| ------------------ | --------- | ----------- |
| Oita Trinita       | Japón     | 2001 - 2003 |
| Sagan Tosu         | Japón     | 2002        |
| Kashiwa Reysol     | Japón     | 2004 - 2006 |
| Avispa Fukuoka     | Japón     | 2007        |
| Valiente Koriyama  | Japón     | 2008        |
| AC Nagano Parceiro | Japón     | 2008 - 2009 |
| Samut Songkhram FC | Tailandia | 2010 - 2011 |
| PTT Rayong FC      | Tailandia | 2012 - 2013 |
| Samut Songkhram FC | Tailandia | 2014        |
| Ayutthaya FC       | Tailandia | 2014        |